# Rhynchospora wageneriana
Rhynchospora wageneriana là loài thực vật có hoa trong họ Cói. Loài này được (Schltdl.) Schnee miêu tả khoa học đầu tiên năm 1945.